# 上岩成村
上岩成村（かみいわなりむら）は、広島県深安郡にあった村。現在の福山市の一部にあたる。

## 地理
芦田川支流・加茂川の流域に位置していた。

## 歴史
- 1889年（明治22年）4月1日、町村制の施行により、深津郡上岩成村が単独で村制施行し、上岩成村が発足[1][2]。中津原村、森脇村、下岩成村、上岩成村の町村組合を結成し役場を森脇村に設置[2]。
- 1898年（明治31年）10月1日、郡の統合により深安郡に所属[1][2]。
- 1930年（昭和5年）10月14日 - 県内で陸軍特別大演習が開かれ、正戸山に野外統監部が設置。昭和天皇が行幸する[3]。
- 1938年（昭和13年）10月1日、深安郡中津原村、森脇村、上岩成村と合併し、御幸村を新設して廃止された[1][2]。

## 産業
- 農業、中国織物[2]